# 拉夫桑詹
拉夫桑詹是伊朗的城市，位於該國中部，由克爾曼省負責管轄，距離首府克爾曼110公里，是該國的開心果產地，海拔高度1,512米，每年平均降雨量145毫米，2006年人口136,388。

## 外部連結
- Islamic Azad University of Rafsanjan （页面存档备份，存于）
- Rafsanjan University of Medical Sciences （页面存档备份，存于）
- Rafsanjan University of Vali Asr （页面存档备份，存于）
- Rafsanjan School of Medicine
- Rafsanjan sustainable development